# Villeneuve-de-Duras
Villeneuve-de-Duras település Franciaországban, Lot-et-Garonne megyében. Lakosainak száma 321 fő (2022. január 1.). Villeneuve-de-Duras Margueron, Riocaud, Loubès-Bernac, Saint-Astier és Saint-Sernin községekkel határos.

## Népesség
A település népessége az elmúlt években az alábbi módon változott:
| Lakosok száma | 303  | 262  | 244  | 254  | 313  | 316  | 319  | 315  | 319  | 321  |
|               | 1968 | 1982 | 1990 | 2006 | 2013 | 2015 | 2017 | 2019 | 2020 | 2022 |